# Willow (film)
A Willow 1988-ban bemutatott amerikai fantasy-kalandfilm, melyet Ron Howard rendezett. A forgatókönyvet Bob Dolman írta, a vezető filmproducerként is közreműködő George Lucas ötletéből. A film zenéjét James Horner szerezte. A főbb szerepekben Val Kilmer, Joanne Whalley, Warwick Davis és Jean Marsh látható.
Az Amerikai Egyesült Államokban 1988. május 20-án mutatták be a mozikban. Bevételi szempontból sikert aratott, a 35 millió amerikai dolláros költségvetésből készült film világszerte 110 millió dollár feletti bevételt termelt. A kritikák azonban megosztottak voltak: bár dicsérték a vizuális effekteket és a szereplők megjelenését, bírálták a rendezést és a cselekményt.
A Disney+ 2022-ben tűzte műsorra a folytatását, egy azonos című televíziós sorozatot.

## Cselekmény
Egy fantáziavilágban Nockmaar királynője a gonosz boszorkány, Bavmorda jóslatot kap, miszerint egy különleges jellel megjelölt újszülött gyermek fogja bukását okozni. A birodalom összes terhes nőjét bebörtönzi, de a jóslatban szereplő gyermeknek életet adó anya meggyőzi a bábát, csempéssze ki az újszülöttet a kastélyból. Bavmorda utánuk küldi vérebeit, a bába egy folyó sodrására bízza a gyermeket, mielőtt a vérebek elkapnák. Bavmorda elküldi lányát, Sorshát és tábornokát, Kaelt seregével együtt a kisbaba elfogására.
A törpék lakta Nelwyn faluban ünneplésre készülnek. A csecsemőt a farmerként dolgozó, de varázslónak készülő Willow Ulfgood találja meg, és családjával befogadja. Egy nockmaari véreb felfordulást okoz az ünnepségen, bölcsők után kutatva. Willow elárulja, hogy a fenevad a kisbaba miatt érkezhetett. A falu vezetője elrendeli, hogy a babát vissza kell küldeni a daikiniekhez (a „magas emberek” világába) egy ottani családhoz. Willow önként elvállalja a küldetést és társaival útnak indul.
Egy keresztúton találkoznak a ketrecbe zárt zsoldossal, Madmartigannel, aki kiszabadításáért cserébe vállalná a gyermek gondozását, amibe a legtöbb nelwyni bele is menne, de Willow és barátja, Meegosh visszautasítja. A többiek ezért magukra hagyják őket és hazamennek. Miután találkoznak Madmartigan régi bajtársával, a Bavmorda ellen sereget vezető Airkkal, Willow elfogadja a zsoldos feltételeit.
A kalandok sora csak ezután kezdődik igazán, amibe Willow is egyre jobban belekavarodik. A Bavmorda elleni seregek összecsapnak vele, boszorkányos átkok sújtják őket, Willow is egyre jobban belejön a varázslásba. Kiderül, hogy ki is valójában a kisbaba, és ahogy a mesékben is lenni szokott, a végén minden jóra fordul.

## Szereplők
| Szerep                                         | Színész                 | Magyar hang       |
| ---------------------------------------------- | ----------------------- | ----------------- |
| Willow Ufgood, nelwyn farmer és varázslójelölt | Warwick Davis           | Lippai László     |
| Madmartigan, zsoldos                           | Val Kilmer              | Oszter Sándor     |
| Elora Danan, újszülött hercegnő                | Kate és Ruth Greenfield | nem szólal meg    |
| Sorsha, Bavmorda harcos lánya                  | Joanne Whalley          | Tóth Enikő        |
| Bavmorda, Nockmaar gonosz királynője           | Jean Marsh              | Kassai Ilona      |
| Fin Raziel, varázsló                           | Patricia Hayes          | Komlós Juci       |
| Nagy Aldwin, nelwyn varázsló                   | Billy Barty             | Kenderesi Tibor   |
| Kael, Bavmorda tábornoka                       | Pat Roach               | Kránitz Lajos     |
| Airk Thaughbaer, Galladoorn parancsnoka        | Gavan O’Herlihy         | Sörös Sándor      |
| Cherlindrea, tündérkirálynő                    | Maria Holvöe            | Radó Denise       |
| Rool, manó                                     | Kevin Pollak            | Maros Gábor       |
| Franjean, manó                                 | Rick Overton            | Dobránszky Zoltán |
| Meegosh, Willow legjobb barátja                | David J. Steinberg      | Vass Gábor        |
| Burglekutt, prefektus                          | Mark Northover          | Horkai János      |
| Vohnkar, nelwyn harcos                         | Phil Fondacaro          | Csikos Gábor      |
| Kaiya Ufgood, Willow felesége                  | Julie Peters            | Zsurzs Kati       |
| Ranon Ufgood, Willow és Kaiya fia              | Mark Vandebrake         |                   |
| Mims Ufgood, Willow és Kaiya fia lánya         | Dawn Downing            |                   |
| nelwyn harcos                                  | Malcolm Dixon           |                   |
| nelwyn harcos                                  | Tony Cox                |                   |
| Ethna, bába                                    | Zulema Dene             |                   |
| Elora Danan anyja                              | Sallyanne Law           | Andresz Kati      |
| nelwyn bandatag                                | Kenny Baker             |                   |
| nelwyn bandatag                                | Jack Purvis             |                   |

## Fordítás
- Ez a szócikk részben vagy egészben  a   Willow (1988 film) című angol Wikipédia-szócikk ezen változatának fordításán alapul.  Az eredeti cikk szerkesztőit annak laptörténete sorolja fel. Ez a jelzés csupán a megfogalmazás eredetét és a szerzői jogokat jelzi, nem szolgál a cikkben szereplő információk forrásmegjelöléseként.

## Kapcsolódó szócikk
- Willow, 2022-ben bemutatott televíziós sorozat